# Зличин (станция метро)

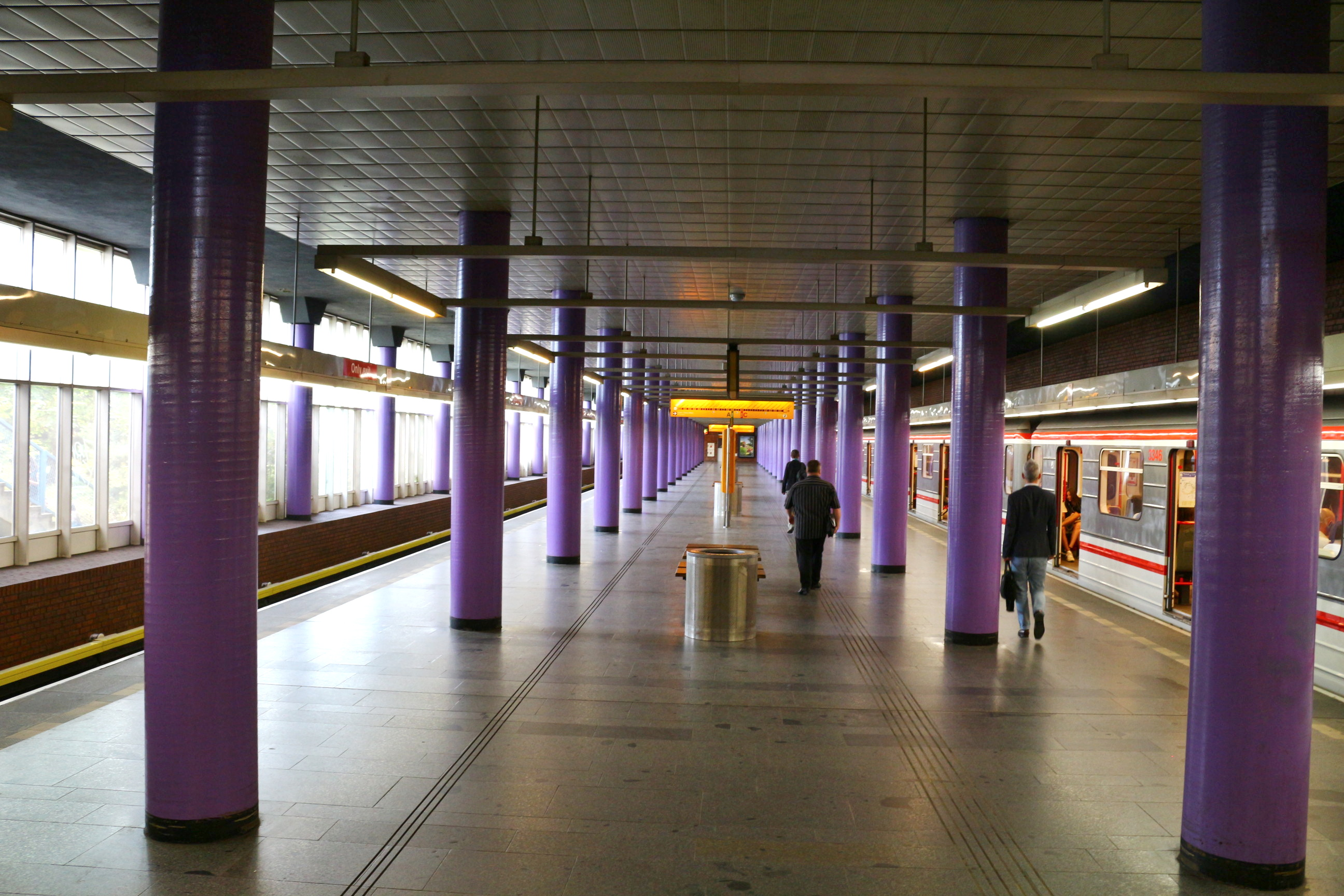
Платформа станции метро

«Зличин» (чеш. Zličín) — станция пражского метрополитена, конечная на линии В. Расположена за станцией «Стодулки». Находится в одноимённом районе города, на пересечении улиц Ржевницка и Ринггоферова рядом с автостанцией, от которой отправляются автобусы на северо-запад и запад Чешской Республики.

## Характеристика станции
Станция открыта 11 ноября 1994 года в составе четвёртого пускового участка линии В «Nové Butovice - Zličín».
Станция колонная, трёхпролётная, наземная-крытая. Расположена в наземном «павильоне», при этом одна из путевых стен кирпичная, другая — стеклянная.

## Вестибюль
Единственный вестибюль станции выходит к автовокзалу.

## Путевое развитие
За станцией располагаются однопутный оборотный тупик и две ветки, ведущие в электродепо «Зличин». У въезда на территорию электродепо отходит гейт к железнодорожной промышленной линии.